# 雷州站
雷州站，位于中华人民共和国广东省湛江市雷州市新城街道，是粤海铁路上的火车站，建于1999年，2005年7月开办客运业务，2007年第六次大提速后停办，2008年7月恢复。由广州铁路集团海口车务段管辖。

## 車站周邊
- 雷城汽车客运站
- 新村小学
- 白水沟水库
- 普度寺
- 农村信用合作社下河分社
- 水店小学
- 雷州市实验小学
- 中国电信水店营业厅